# Chameleon (Michela-dal)
A Chameleon (magyarul: Kaméleon) Michela máltai énekesnő dala, mellyel Máltát képviselte a 2019-es Eurovíziós Dalfesztiválon, Tel-Avivban. A dal angol nyelven hangzott el a május 16-i második elődöntőben és a 18-i döntőben.

## Az Eurovíziós Dalfesztiválon
2019. március 10-én vált hivatalossá, hogy az alábbi dalt választotta ki a máltai műsorsugárzó Michela számára, amellyel képviseli hazáját az elkövetkezendő Eurovíziós Dalfesztiválon. A dal ugyanezen a napon jelent meg.
A dalt az Eurovíziós Dalfesztiválon először a május 16-i második elődöntőben adták elő, a fellépési sorrendben tizenegyedikként, az horvát Roko The Dream című dala után, és a litván Jurij Veklenko Run With The Lions című dala előtt. Innen 157 ponttal, nyolcadik helyen jutott tovább a döntőbe.
A május 18-i döntőben a fellépési sorrendben elsőként adta elő, az albán Jonida Maliqi Ktheju tokës című dala előtt. A dal a döntő közvetítése során a szavazáson eredetileg a tizenhatodik helyen végzett 95 ponttal. Azonban május 22-én a versenyt szervező Európai Műsorsugárzók Uniója (EBU) kiadott egy közleményt, miszerint a döntőben a Fehéroroszország által kiosztott zsűripontok hibásak voltak. Egy emberi mulasztás miatt az ország pontjait nem a lista első, hanem az utolsó tíz dalának osztották ki. A javított eredmények szerint 20 ponttal Málta a 22. helyen végzett a nézői szavazáson. A máltai produkció a nemzetközi zsűrinél 87 ponttal a tizedik helyen végzett. Így végül összesen 107 pontot szerzett, egyedül Fehéroroszország zsűrijétől kapott maximális 12 pontot. Ez a tizennegyedik helyet jelentette a huszonhat fős mezőnyben.

## Külső hivatkozások
- Dalszöveg
- A dal videóklippje (dalszöveggel). YouTube-videó, Eurovision Song Contest, 2019. március 10.
- A dal előadása az Eurovíziós Dalfesztivál második elődöntőjében. YouTube-videó, Eurovision Song Contest, 2019. május 16.
- A dal előadása az Eurovíziós Dalfesztivál döntőjében. YouTube-videó, Eurovision Song Contest, 2019. május 18.